# Licentia poetica
Licentia poetica, także: licencja poetycka, swoboda poetycka – wyrażenie pochodzące z łaciny; oznacza wolność twórczą i poetycką, dopuszczającą odstępstwa od zasad gramatyki, szyku wyrazów i zwykłego sposobu wyrażania myśli.
Zasada ta dopuszcza w twórczości literackiej maksymalną swobodę, np. tworzenie na potrzeby danego utworu innowacji słownych, stosowanie nigdzie indziej niespotykanych form wyrazowych czy też szczególne dopasowanie szyku wyrazów dla uzyskania efektu metrycznego bądź rytmicznego. W szerszym znaczeniu może chodzić o naruszenie poprawności merytorycznej przekazu, w tym wierności w opisie faktów historycznych.
Terminem licentia poetica po raz pierwszy posłużył się Lucjusz Anneusz Seneka.